# Роте-Фане
Ро́те-Фа́не (рос. Роте Фане) — хутір у складі Соль-Ілецького міського округу Оренбурзької області, Росія.

## Населення
Населення — 60 осіб (2010; 66 у 2002).
Національний склад (станом на 2002 рік):
- казахи — 64 %
- росіяни — 26 %